# Manabí tartomány
Manabí Ecuador egyik tartománya, amelynek székhelye a Csendes-óceántól 30 kilométerre fekvő Portoviejo, amelyet a királyi tamarindusz fa városának is neveznek (Ciudad de los Reales Tamarindos), a környéken található fenséges fák miatt. A tartományt a Manabí  törzsről nevezték el.

## Gazdaság
Manabí gazdasága szinte egészében a természeti erőforrásaira támaszkodik: kakaóbab, banán, gyapot stb. Iparába tartozik a tonhal halászat, dohánytermesztés és alkoholgyártás. Kézzel gyártanak kalapokat és bútorokat is.

## Kantonok
A tartományban 22 kanton van.
| Kanton               | Népesség (2001) | Terület(km²) | Székhely          |
| -------------------- | --------------- | ------------ | ----------------- |
| Bolívar              | 35 627          | 537          | Calceta           |
| Chone                | 117 634         | 3017         | Chone             |
| El Carmen            | 69 998          | 1245         | El Carmen         |
| Flavio Alfaro        | 25 390          | 1343         | Flavio Alfaro     |
| Jama                 | 20 230          | 575          | Jama              |
| Jaramijó             | 11 967          | 97           | Jaramijó          |
| Jipijapa             | 65 796          | 1401         | Jipijapa          |
| Junín                | 18 491          | 246          | Junín             |
| Manta                | 192 322         | 309          | Manta             |
| Montecristi          | 43 400          | 734          | Montecristi       |
| Olmedo               | 9 243           | 253          | Olmedo            |
| Paján                | 35 952          | 1079         | Paján             |
| Pedernales           | 46 876          | 1932         | Pedernales        |
| Pichincha            | 29 945          | 1067         | Pichincha         |
| Portoviejo           | 238 430         | 955          | Portoviejo        |
| Puerto López         | 16 626          | 420          | Puerto López      |
| Rocafuerte           | 29 321          | 280          | Rocafuerte        |
| San Vicente          | 19 116          | 718          | San Vicente       |
| Santa Ana            | 45 287          | 1022         | Santa Ana         |
| Sucre                | 52 158          | 764          | Bahía de Caráquez |
| Tosagua              | 33 922          | 377          | Tosagua           |
| Veinticuatro de Mayo | 28 294          | 524          | Sucre             |